# Агата и правда об убийстве
«Агата и правда об убийстве» (англ. Agatha and the Truth of Murder) — британский телевизионный фильм 2018 года о детективной писательнице Агате Кристи, оказавшейся втянутой в расследование об убийстве во время её знаменитого исчезновения в декабре 1926 года. Убийство Флоренс Найтингейл Шор и персонаж Мейбл Роджерс были основаны на реальных людях и событиях. Премьера фильма состоялась 23 декабря 2018 года на 5 канале в Великобритании; он стал самым популярным в сезоне рождественских праздников 2018 года.

## Сюжет
Сюжет использует элементы классических детективных романов, а также содержит отсылки к романам Кристи, например, «Человек в коричневом костюме», название которого появляется в заголовке газетной вырезки.
В 1926 году Агата Кристи переживает личный и профессиональный кризис. В это время к ней обращается Мэйбл Роджерс, которая просит помощи в разгадке убийства Флоренс Найтингейл Шор, крестницы знаменитой медсестры Флоренс Найтингейл. Писательница нехотя соглашается и после изучения материалов приступает к расследованию. Она меняет внешность и под видом Мэри Вестмакотт собирает подозреваемых в доме погибшей. Добираясь туда она задерживается в пути, а её двухдневное вынужденное отсутствие пресса преподносит как сенсационное и загадочное исчезновение. После произошедшего в доме убийства туда прибывает инспектор Дикс, который сетует на то, что в связи с пропажей Агаты Кристи силы полиции отвлечены на её поиски и сотрудников не хватает. Со временем он начинает понимать, что Вестмакотт и есть Кристи, которую все так ищут. Ему и Агате удаётся разоблачить преступников, после чего Дикс обещает помочь подтвердить её версию об автомобильной аварии и потере памяти, что и должно объяснить исчезновение писательницы для публики.

## В ролях
- Рут Брэдли — Агата Кристи
- Ральф Айнесон — детектив инспектор Дикс
- Тим Макиннери — Рэндольф
- Майкл Макэлхаттон — Артур Конан Дойл
- Дин Эндрюс — Уэйд Миллер
- Биби Кэйв — Дафни Миллер
- Саманта Спиро — Памела Роуз

## Производство
Съемки проходили со 2 по 22 октября 2018 года в Северной Ирландии.  Места съемок включали Серый дом аббатства в Грейабби, поле для гольфа Royal Belfast и Ольстерский музей народного творчества и транспорта. Сцены с поездом были сняты на железной дороге Даунпатрик и графства Даун с использованием станции Даунпатрик и Loop Platform, последняя из которых была названа Полегейт-Джанкшен. 

## Выпуск
Фильм был выпущен в Канаде и США на видео по запросу на Netflix 31 января 2019 года.